# Fabriciola minuta
Fabriciola minuta är en ringmaskart som beskrevs av Rouse 1996. Fabriciola minuta ingår i släktet Fabriciola och familjen Sabellidae. Inga underarter finns listade i Catalogue of Life.